# Том Лудвиг
Хорас Томас Лудвиг (Су Сент Мери, 1944) бивши је амерички колеџ и професионални кошаркашки тренер.

## Каријера

### Играчка каријера
Лудвиг је играо колеџ кошарку на Универзитету Мичигена за Мичиген волверинс четири сезоне где је помогао свом тиму да освоје „Конференцију Биг Тен” и друго место на крају сезоне 1965. године колеџ кошарке. На 38 утакмица у четири сезоне погађао је 0.9 поена и остварио 0,3 скока по утакмици.

### Тренерска каријера
У периоду од 1970. до 1974. Лудвиг је тренирао Лејк Супериор Стејт. Као главни тренер тима Ферис Стејта који је водио од 1981. до 1995. направио је рекорд са 266 победа и 172 пораза. Са Ферист Стејтом освојио је седам титула Међународне атлетске конференције Великих језера у четрнаест сезона. Суспедован је из клуба 1995. године.
Дана 12. октобра 1997. постао је тренер Црвене звезде, коју је тренирао шеснаест утакмица и био једини тренер овог тима ван Европе. Током 2001. године водио је Улм у Другој немачкој лиги.

## Награде и трофеји
- 7× шампион Међународне атлетске конференције Великих језера (1982, 1983, 1987—1990 и 1995)
- 5× тренер године Међународне атлетске конференције Великих језера (1982, 1983, 1987, 1989 и 1990)[8]
- Спортска кућа славних Горњег полуострва Мичиген: 1994.[9]